# Райфова, Зарина Райфовна
Зарина Райфовна Райфова (род. 20 мая 1991 года, Усть-Каменогорск) — казахстанская парадзюдоистка. Бронзовая призёрка летних Паралимпийских игр 2024 года в Париже.

## Биография
Окончила Казахскую академию спорта и туризм по специальности «Физическая культура и спорт».
7 сентября 2024 года приняла участие на летних Паралимпийских играх 2024 в Париже в весовой категории свыше 70 кг (класс J2). В четвертьфинале проиграла китаянке Ван Хунъюй, в утешительном финале победила австралийку Тейлор Госенс. В матче за третье место Райфова победила итальянскую дзюдоистку Каролину Косту и завоевала «бронзу» Паралимпиады.

## Спортивные результаты
| Год  | Турнир                          | Место проведения | Категория       | Место |
| ---- | ------------------------------- | ---------------- | --------------- | ----- |
| 2023 | Азиатские Параигры 2022         | Ханчжоу          | свыше 70 кг, J2 | 2     |
| 2024 | Летние Паралимпийские игры 2024 | Париж            | свыше 70 кг, J2 | 3     |

## Награды
- Орден «Курмет» (14 сентября 2024 года)[2]